# Ismail al-Faruqi
Isma'il Raji al-Faruqi (Jaffa, 1 januari 1921 – Wyncote, 27 mei 1986) was een Palestijns-Amerikaanse filosoof die bekend stond om zijn bijdragen aan islamitische studies en interreligieuze dialoog. Hij doceerde aan verschillende universiteiten in Noord-Amerika, waaronder McGill-universiteit in Montreal, Canada. Al-Faruqi was hoogleraar godsdienst aan Temple University, waar hij het programma Islamitische Studies oprichtte en leidde. Hij richtte ook het International Institute of Islamic Thought (IIIT) op. Al-Faruqi schreef meer dan 100 artikelen en 25 boeken, waaronder Christian Ethics: A Historical and Systematic Analysis of Its Dominant Ideas en Al-Tawhid: Its Implications For Thought And Life.

## Vroege leven en opleiding
Al-Faruqi werd geboren in Jaffa, in Brits-mandaat Palestina. Zijn vader, 'Abd al-Huda al-Faruqi, was een islamitisch rechter (qadi). Al-Faruqi kreeg zijn vroege religieuze opleiding thuis en in de lokale moskee. In 1936 begon hij naar het Franse Dominicaanse Collège des Frères de Jaffa te gaan.
In 1942 werd hij aangesteld als registrar van coöperatieve verenigingen onder de Britse Mandaatregering in Jeruzalem. In 1945 werd hij districtsbestuurder van Galilea. Na de Arabisch-Israëlische Oorlog van 1948 emigreerde al-Faruqi naar Beiroet, Libanon, waar hij studeerde aan de American University of Beirut. Later schreef hij zich in aan Indiana University, waar hij zijn M.A. in filosofie behaalde met een scriptie getiteld The Ethics of Reason and the Ethics of Life (Kantian and Nietzschean Ethics) in 1949.
In zijn masterscriptie onderzocht al-Faruqi de ethiek van Immanuel Kant en Friedrich Nietzsche. Hij vervolgde dit met een tweede M.A. in filosofie aan Harvard University in 1951 en behaalde zijn Ph.D. met een scriptie getiteld On Justifying the Good aan Indiana University in 1952. In zijn proefschrift betoogde al-Faruqi dat waarden absolute, zelfbestaande essenties zijn die a priori bekend zijn door emotionele intuïtie. Hij baseerde zijn theorieën op Max Scheler's gebruik van fenomenologie en Nicolai Hartmann's studies in ethiek.
Zijn studies leidden hem tot de conclusie dat het ontbreken van een transcendente basis leidt tot moreel relativisme, wat hem ertoe bracht zijn islamitische erfgoed opnieuw te beoordelen. Binnen zes jaar na zijn aankomst in de Verenigde Staten erkende hij de noodzaak van een grondiger studie van de islam, wat ertoe leidde dat hij ging studeren aan de Al-Azhar Universiteit in Egypte. Tegen de tijd dat hij de Verenigde Staten verliet, had hij nieuwe vragen ontwikkeld over morele verplichtingen en zocht hij naar manieren om zijn intellectuele bezigheden te integreren met zijn islamitische identiteit.

## Academische carrière
In 1958 kreeg al-Faruqi een gastbeurs aangeboden aan de Faculteit der Godgeleerdheid van de McGill University. Hij woonde in Ville St. Laurent en sloot zich aan bij het Institute of Islamic Studies van McGill University op uitnodiging van de oprichter, Wilfred Cantwell Smith. Van 1958 tot 1968 doceerde hij samen met Smith en stond bekend om zijn dynamische en originele benadering van islamitisch denken. Tijdens zijn ambtstermijn bestudeerde hij de christelijke theologie en het jodendom en maakte hij kennis met de Pakistaanse filosoof Fazlur Rahman. In 1961 regelde Rahman een tweejarige benoeming voor al-Faruqi bij het Central Institute of Islamic Research in Pakistan om hem bloot te stellen aan diverse moslimculturen.
Al-Faruqi was later gastdocent aan de University of Chicago's Divinity School en universitair hoofddocent aan Syracuse University. In 1968 trad hij toe tot Temple University als hoogleraar godsdienst, waar hij het programma Islamitische Studies oprichtte en deze functie bekleedde tot zijn dood in 1986. Tijdens zijn ambtstermijn aan Temple University begeleidde al-Faruqi veel studenten, waaronder zijn eerste promovendi, John Esposito.
In maart 1977 speelde al-Faruqi een belangrijke rol in de Eerste Wereldconferentie over Moslimonderwijs in Mekka. Deze conferentie omvatte deelnemers zoals Muhammad Kamal Hassan, Syed Muhammad Naquib al-Attas en Syed Ali Ashraf, onder anderen. De conferentie legde de basis voor de oprichting van islamitische universiteiten in Dhaka, Islamabad, Kuala Lumpur, Kampala en Niger. Al-Faruqi was instrumenteel in de beraadslagingen en de ontwikkeling van actieplannen van de conferentie.

## Filosofie en gedachtegoed

### Vroeg gedachtegoed: Arabisme
Al-Faruqi's vroege intellectuele focus lag op urubah (Arabisme). Hij stelde dat urubah de kernidentiteit en waarden vormde die alle moslims verenigden in een enkele gemeenschap van gelovigen (ummah). Al-Faruqi geloofde dat het Arabisch, als de taal van de Koran, essentieel was voor het volledig begrijpen van het islamitische wereldbeeld. Hij beweerde dat urubah onlosmakelijk verbonden was met de moslimidentiteit, zowel op taalkundig als religieus vlak.
Al-Faruqi benadrukte ook het concept van tawhid (monotheïsme) als een centraal element van het Arabische religieuze bewustzijn, dat hij vond in het jodendom, christendom en de islam. Dit idee benadrukte een gedeelde stroom van monotheïstische overtuigingen in deze religies, geworteld in de Arabische cultuur en taal. Hij geloofde dat de islam en het monotheïsme geschenken waren van het Arabische bewustzijn aan de mensheid, wat in tegenstelling stond tot het op ras gebaseerde nationalisme van de moderne tijd.

### Verschuiving naar islamisme
Al-Faruqi's perspectieven evolueerden aanzienlijk na zijn verhuizing naar de Verenigde Staten. Zijn betrokkenheid bij de Muslim Students' Association (MSA) aan Temple University introduceerde hem bij een diverse groep moslimstudenten uit verschillende culturele achtergronden. Deze blootstelling leidde hem ertoe zijn eerdere focus op Arabisme te heroverwegen. Hij begon een bredere islamitische identiteit te prioriteren boven Arabisch nationalisme en verklaarde: "Tot een paar maanden geleden was ik een Palestijn, een Arabier en een moslim. Nu ben ik een moslim die toevallig een Arabier uit Palestina is". Al-Faruqi merkte verder op: "Ik vroeg mezelf: Wie ben ik? Een Palestijn, een filosoof, een liberale humanist? Mijn antwoord was: Ik ben een moslim".
Deze verschuiving werd ook beïnvloed door zijn betrokkenheid bij interreligieuze dialoog, waar hij het belang begon in te zien van een verenigde islamitische identiteit om zinvolle gesprekken met niet-moslims te bevorderen. Al-Faruqi's betrokkenheid bij de MSA en zijn ontmoetingen met diverse moslimculturen in de Verenigde Staten versterkten zijn bredere islamitische identiteit boven zijn eerdere Arabische perspectieven.

### Meta-religie
Al-Faruqi probeerde meta-religieuze principes op basis van rede vast te stellen om religies te evalueren aan universele standaarden in plaats van aan elkaar. Deze ambitieuze onderneming had tot doel gemeenschappelijke grond te vinden voor begrip en samenwerking tussen verschillende geloofsovertuigingen. Hij stelde verschillende leidende principes voor dialoog voor, waaronder dat alle dialoog onderhevig is aan kritiek, communicatie moet voldoen aan wetten van interne en externe coherentie, dialoog moet overeenkomen met de werkelijkheid en vrij zijn van "canonieke verbeeldingen", en een focus op ethische vragen in plaats van theologische geschillen.
Al-Faruqi geloofde dat meta-religieuze dialoog kon dienen als middel om wederzijds begrip en respect tussen verschillende geloofsgemeenschappen te bereiken, en de kloof te overbruggen die door doctrinaire verschillen was ontstaan. Zijn focus op ethiek boven theologie was bedoeld om meer constructieve en minder controversiële interreligieuze contacten te vergemakkelijken.

### Holistische kennis
Al-Faruqi leverde een aanzienlijke bijdrage aan de ontwikkeling van het concept van holistische kennis en uitte zijn bezorgdheid over de secularisatie van kennis in moslimmaatschappijen. Hij besprak "het malaise van de ummah" en betoogde dat de afhankelijkheid van westerse seculiere instrumenten en methoden leidde tot een disconnectie met de ecologische en sociale realiteiten van moslimlanden, waarbij vaak inbreuken op islamitische ethiek over het hoofd werden gezien. Hij benadrukte het belang van het integreren van islamitische principes met moderne kennis om hedendaagse uitdagingen aan te pakken en de ethische integriteit van de ummah te behouden.
Al-Faruqi's latere intellectuele inspanningen richtten zich op de islamisering van kennis. Hij streefde naar een harmonisatie van islamitische principes met hedendaagse academische disciplines en pleitte voor een holistische integratie van geloof en rede. Zijn werk op dit gebied culmineerde in de oprichting van IIIT, dat tot doel had een islamitische epistemologie en methodologie voor verschillende vakgebieden te ontwikkelen.
Al-Faruqi benadrukte de noodzaak om islamitische kennis te integreren met moderne wetenschappen. Hij geloofde in de ontwikkeling van een geïntegreerd islamitisch curriculum dat hedendaagse disciplines combineert en tegelijkertijd verankerd is in islamitisch denken. Zijn benadering omvatte een systematisch proces voor het identificeren en elimineren van elementen die onverenigbaar zijn met islamitische principes en het integreren van islamitische waarden in verschillende academische disciplines.
Met een sterke focus op onderwijsvernieuwing pleitte Al-Faruqi voor de creatie van uitgebreide curricula en academische instellingen die islamitische en moderne wetenschappen combineren. Deze aanpak was gericht op het opleiden van geleerden die bedreven zijn in beide gebieden en in staat zijn om hedendaagse uitdagingen vanuit een islamitisch perspectief aan te pakken. Al-Faruqi benadrukte ook het belang van curriculumontwikkeling, praktische strategieën voor implementatie en een holistische benadering van de hervorming van het gehele onderwijssysteem.

### Opvattingen over zionisme
Al-Faruqi was een uitgesproken criticus van het zionisme, omdat hij het beschouwde als onverenigbaar met het jodendom vanwege de nationalistische ideologie. Hij betoogde dat de onrechtvaardigheden veroorzaakt door het zionisme de ontmanteling ervan noodzakelijk maakten. Hij stelde voor dat voormalige Israëlische joden die het zionisme afzwoeren, konden leven als een "ummatische gemeenschap" binnen de moslimwereld, waarbij ze zich zouden houden aan de joodse wet zoals geïnterpreteerd door rabbijnse rechtbanken binnen een islamitisch kader. Deze houding benadrukte zijn inzet voor een visie van gerechtigheid geworteld in islamitische principes.

## Wetenschappelijke prestaties
In 1980 richtte al-Faruqi samen met Taha Jabir Alalwani, Abdul Hamid AbuSulayman en Anwar Ibrahim het International Institute of Islamic Thought (IIIT) op.
Al-Faruqi leverde een bijdrage aan islamitische studies door zijn uitgebreide geschriften en betrokkenheid bij verschillende academische en interreligieuze organisaties. Hij schreef meer dan 100 artikelen in wetenschappelijke tijdschriften en magazines en publiceerde 25 boeken. Enkele van zijn opmerkelijke werken zijn Christian Ethics: A Historical and Systematic Analysis of Its Dominant Ideas (1968), Islam and the Problem of Israel (1980) en Al-Tawhid: Its Implications For Thought And Life (1982).
Al-Faruqi droeg bij aan de oprichting van de Islamic Studies Group van de American Academy of Religion en was tien jaar lang voorzitter. Hij bekleedde ook posities zoals vice-president van het Inter-Religious Peace Colloquium en president van het American Islamic College in Chicago.
Al-Faruqi droeg bij aan de ontwikkeling van het concept van tawhid (monotheïsme) als een verenigend principe in islamitisch denken en benadrukte het belang ervan in verschillende aspecten van het leven, waaronder ethiek, politiek en onderwijs. Zijn inspanningen voor de "islamisering van kennis" waren gericht op het integreren van islamitische principes met hedendaagse academische disciplines en pleitten voor een holistische integratie van geloof en rede.
Zijn werk bij IIIT richtte zich op het creëren van een kader voor een islamitische epistemologie, inclusief de ontwikkeling van curricula en onderzoeksmethodologieën die zijn gebaseerd op islamitisch denken. Dit initiatief was bedoeld om de uitdagingen van secularisatie aan te pakken en de intellectuele traditie van de islam te betrekken.
Al-Faruqi was ook betrokken bij interreligieuze dialoog en promootte wederzijds begrip en samenwerking tussen verschillende religieuze gemeenschappen. Zijn inspanningen op dit gebied waren gericht op het bevorderen van een wereldwijde omgeving van vrede en respect, waarbij de gemeenschappelijke kenmerken tussen de islam, het christendom en het jodendom werden benadrukt.

## Hedendaagse relevantie
De ideeën van al-Faruqi over de islamisering van kennis blijven van invloed op het hedendaagse islamitische denken. Zijn nadruk op het integreren van islamitische principes met moderne academische disciplines blijft relevant voor geleerden en opvoeders die streven naar een harmonisatie van geloof en rede. Zijn werk wordt vaak geciteerd in academische conferenties en publicaties over islamitisch denken en onderwijs.
Al-Faruqi's bijdragen aan interreligieuze dialoog worden ook breed erkend. Zijn inspanningen om wederzijds begrip en samenwerking tussen verschillende religieuze gemeenschappen te bevorderen, zijn genoteerd in verschillende wetenschappelijke werken. Zijn benadering van interreligieuze dialoog, die de gemeenschappelijke kenmerken tussen de islam, het christendom en het jodendom benadrukte, wordt beschouwd als een belangrijke bijdrage aan het bevorderen van een wereldwijde omgeving van vrede en respect.
Al-Faruqi's bijdragen aan de moslimgemeenschap in Montreal en zijn invloed op islamitische wetenschap zijn postuum erkend.

## Dood
In mei 1986 werden al-Faruqi en zijn vrouw vermoord in hun huis in Wyncote, Pennsylvania door Joseph Louis Young, ook bekend als Yusuf Ali. Young bekende de misdaad, werd ter dood veroordeeld en stierf in 1996 een natuurlijke dood in de gevangenis. Bij de aanval raakte hun dochter, Anmar al-Zein, ernstig gewond, maar zij overleefde na uitgebreide medische behandelingen. Verschillende theorieën zijn gesuggereerd met betrekking tot de motieven achter de moorden, waaronder een mislukte inbraak en een politiek gemotiveerde moordaanslag.

### Boeken

#### In het Engels
- 'Urubah and Religion: An Analysis of the Dominant Ideas of Arabism and of Islam as Its Highest Moment of Consciousness. Djambatan, Amsterdam (1962).
- Christian Ethics: A Systematic and Historical Analysis of Its Dominant Ideas. McGill University Press and Djambatan, Montreal and Amsterdam (1968).
- The Great Asian Religions. Macmillan, New York (1969).
- Historical Atlas of the Religions of the World. Macmillan, New York (1975).
- Sources of Islamic Thought: Three Epistles on Tawhid by Muhammad ibn 'Abd al Wahhab. American Trust Publications, Indianapolis (1980).
- Sources of Islamic Thought: Kitab al-Tawhid by Muhammad ibn 'Abd al-Wahhab. IIFSO, London (1980).
- Islam and Culture. ABIM, Kuala Lumpur (1980).
- Islam and the Problem of Israel. The Islamic Council of Europe, London (1980). ISBN 983954134X.
- Social and Natural Sciences. Hodder and Stoughton and King Abdulaziz University, Sevenoaks, UK and Jeddah (1981).
- The Hijrah: The Necessity of Its Iqamat or Vergegenwartigung. ABIM, Kuala Lumpur (1981).
- Essays in Islamic and Comparative Studies. IIIT, Herndon, VA (1982).
- Islamic Thought and Culture. IIIT, Herndon, VA (1982).
- Trialogue of the Abrahamic Faiths. IIIT, Herndon, VA (1982). ISBN 0915957256.
- Islamization of Knowledge. IIIT, Herndon, VA (1982).
- Al-Tawhid: Its Implications For Thought And Life. IIIT, Kuala Lumpur (1982).
- Divine Transcendence and Its Expression. ABIM, Kuala Lumpur (1983).
- Islam. Amana Publications, Beltsville, MD (1985).
- The Cultural Atlas of Islam. Macmillan, New York (1986).

#### In het Arabisch
- Usul al Sahyuniyah fi al Din al Yahudi (An Analytical Study of the Growth of Particularism in Hebrew Scripture). Institute of Higher Arabic Studies, Cairo (1964).
- Al Milal al Mu'asirah fi al Din al Yahudi (Contemporary Sects in Judaism). Institute of Higher Arabic Studies, Cairo (1968).

### Vertaalde teksten
- K.M. Khalid (1953). From Here We Start. American Council of Learned Societies, Washington, DC.
- M. al Ghazali (1953). Our Beginning in Wisdom. American Council of Learned Societies, Washington, DC.
- M. B. Ghali (1953). The Policy of Tomorrow. American Council of Learned Societies, Washington, DC.
- Haykal, Muḥammad Ḥusayn (1933). The Life of Muhammad. Islamic Book Trust. ISBN 9789839154177.

### In de pers
- An Anthology of Readings on Tawhid. IIFSO, Kuwait.
- Training Program for Islamic Youth. IIFSO, Kuwait.
- The Life of Muhammad Ibn Abdul Wahhab. The Ministry of Higher Education, Riyadh.

### Bewerkte en postume werken
- Islam and Other Faiths. Islamic Foundation (2007).
- Islam: Religion, Practice, Culture & World Order. IIIT, London (2012).
- Essential Writings: Ismail Al Faruqi. IBT Books, Kuala Lumpur (2021).

### Artikel
- "On the Ethics of the Brethren of Purity and Friends of Fidelity (Ikhwan al Safa wa Khillan al Wafa)", The Muslim World, vol. 50, no. 2, pp. 109–121; vol. 50, no. 4, pp. 252–258; vol. 51, no. 1, pp. 18–24.
- Al-Faruqi, Isma'il R. (1962). Towards a Historiography of Pre-Hijrah Islam. Islamic Studies 1 (2): 65–87. Geraadpleegd op 20 december 2023.
- Al-Faruqi, Isma'il R. (1962). Towards a New Methodology for Qur'ānic Exegesis. Islamic Studies 1 (1): 35–52. Geraadpleegd op 20 december 2023.
- "On the Significance of Reinhold Niebuhr's Ideas of Society", Canadian Journal of Theology, vol. 7, no. 2, pp. 99–107. Reprinted in Muslim Life, vol. 11, no. 3 (Summer 1964): 5–14.
- "A Comparison of the Islamic and Christian Approaches to Hebrew Scripture," Journal of Bible and Religions, vol. XXXI, no. 4, pp. 283–93.
- "Muhadarat fi Tarikh al Adyan” (“Lectures on the History of Religions”), a précis of lectures delivered in the Faculty of Arts, Cairo University, Bulletin of the Faculty of Arts, vol. 21, no. 1 (May 1959, published 1963), Cairo: Cairo University Press, pp. 65–74.
- "Towards a New Methodology of Qur’anic Exegesis," Islamic Studies, vol. 1, no. 1, pp. 35–52; reprinted in Muslim Life, vol. XI, no. 1 (January–March 1964): 4–18.
- "Towards a Historiography of Pre-Hijrah Islam," Islamic Studies, vol. 1, no. 2, pp. 65–87.
- "On the Raison d’Etre of the Ummah," Islamic Studies, vol. II, no. 2, pp. 159–203.
- "Nazariyat Islami Dawlat," (in Urdu) Chiragh-i-Rah, Nazariyat Pakistan Number (December 1960): 383–89; ibid., in English, "The Nature of the Islamic State," The Voice of Islam, vol. IX, no. 4 (January 1961): 169–77.
- "History of Religions: Its Nature and Significance for Christian Education and the Muslim-Christian Dialogue," Numen: International Review for the History of Religions, vol. XII, fasc. 2, pp. 81–86 (this article was followed by "In Response to Dr. Faruqi," by Professor Bernard E. Meland of the University of Chicago, Numen, vol. XII, fasc. 2, pp. 87–95).
- "Al Nazzam," Encyclopedia Britannica, 11th Edition.
- "Pakistan and the Islamic Imperative," Islamic Literature, 1966, no. 1, pp. 1–10.
- "The Self in Mu’tazilah Thought," International Philosophical Quarterly, vol. CI, no. 3 (September 1966): pp. 366–88; also in East-West Studies on the Problem of the Self ed. P. T. Raju and Albury Castell. The Hague: M. Nijhoff, 1968, pp. 87–107.
- "Science and Traditional Values in Islamic Society," Zygon: Journal of Religion and Science, vol. 11, no. 3 (September 1967): 231–46; also in Science and the Human Condition in India and Pakistan, ed. W. Morehouse. New York: The Rockefeller University Press, 1968.
- "Islam and Christianity: Prospects for Dialogue," The Sacred Heart Messenger (September 1967): 29–33.
- "Islam and Christianity: Diatribe or Dialogue," Journal of Ecumenical Studies, vol. V, no. 1 (1968): 45–77.
- "Islam and Christianity: Problems and Perspectives," The Word in the Third World, ed. James P. Cotter. Washington–Cleveland: Corpus Books, 1976, pp. 159–181; comments on pp. 181–220.
- "The Problem of the Metaphysical Status of Values in the Western and Islamic Traditions," Studia Islamica, fasc. XXVIII (1968): 29–62.
- "The Ideal Social Order in the Arab World, 1800–1968," Journal of Church and State, vol. XI, no. 2 (Spring 1969): 239–51.
- "Forward: Six Basic Economic Principles in Islam," Proceedings of the Third East Coast Regional Conference. Gary, IN: Muslim Students’ Association, 1968, pp. 1–8.
- "The Challenge of Western Ideas for Islam," Islamic Literature, (September 1969): 1–6.
- "Misconceptions of the Nature of the Work of Art in Islam," Islam and the Modern Age, vol. 1, no. 1 (May 1970): 29–44.
- "On the Nature of the Work of Art in Islam," Islam and the Modern Age, vol. 1, no. 2 (August 1970): 68–81.
- "Islam and Art," Studia Islamica, fasc. XXXVII (1973): 81–109.
- "Introduction," Proceedings of the Third National Seminar of the Association of Muslim Social Scientists. Gary, IN: Association of Muslim Social Scientists, 1974, pp. v–ix.
- "The Essence of Religious Experience in Islam," Numen, vol. XX, fasc. 3, pp. 186–201.
- "Internal Dynamics of the Muslim Community," Al-Ittihad, vol. XII, no. 3 (Summer 1975): 2–7.
- "Al Asas al Mushtarak bayna al Islam wa al Masihiyah," Al `Ilm wa al Imam, no. 6, 1396/1976, pp. 64–87.
- "Al Muslimun fi Amrika," Majallah al Buhuth al Islamiyah, vol. 1, no. 2 (1976): 590–93.
- "Islam wa al Muslimun fi Amrika," Al Shabab al ‘Arabi (November 1, 1976): 3; (November 8, 1976): 34; (November 15, 1976): 34; (November 22, 1976): 11.
- "The Muslim-Christian Dialogue: A Constructionist View," Islam and the Modern Age, vol. VIII, no. 1 (February 1977): 5–36.
- "Adapting the Qur’an!," Impact International, vol. 7:4 (February–March 1977 / Rabi’al 1397): 10–11.
- "Moral Values in Medicine and Science," Biosciences Communications, vol. III, no. 1 (1977); reprinted in Journal of the Islamic Medical Association.
- "Al Ijtihad wa al Ijma’ ka Tarafay al Dinamikiyah fi al Islam," Al Muslim al Mu’asir, no. 9 (March 1977): 5–18.
- "Islam and the Social Sciences," Al-Ittihad, vol. XIV, nos. 1–2, (January–April 1977): 38–40.
- "Ab’ad al Ibadat fi al Islam," Al Muslim al Mu’asir, no. 10 (1977 / 1397): 25–38.
- "Central Asia Report: Muslims Survive," Impact International (October 1977): 14–15.
- "Islam and Other Faiths," in The Challenge of Islam, ed. Altaf Gauhar. London: Islamic Council of Europe, 1978, pp. 82–111.
- "Islam and Architecture," The Muslim Scientist, vol. VII, nos. 1–2 (March–June 1978): 14–22.
- "Our Moral Dilemma," The Voice of Islam, vol. VIII, no. 5 (February 1978): 9–11.
- "Uber das Wesen der Islamischen Da’wa," Al-lslam, no. 2/77, pp. 2–8.
- "Nahnu wa al Gharb" (We and the West), Al Muslim al Mu’asir no. 11 (July 1977): 21–35.
- On The Nature of Islamic Da'wah. Gearchiveerd op 21 juni 2024. Geraadpleegd op 23 juni 2024.  and "Commentaries" on Christian Missions in the Muslim World, International Review of Mission, vol. LXV, no. 260 (October 1976): 391–400; 385–460; reprinted in Risalah (February 1977): 2–6.

- "On the Metaphysics of Ethics in Islam," Listening: Journal of Culture and Religion, vol. 14, no. 1 (Winter 1979): 25–43.
- "Is the Muslim Definable in Terms of His Economic Pursuits?," in Khurshid Ahmad and Z. Ansari, eds., Islamic Perspectives: Essays in Honor of A. A. Mawdudi. London: The Islamic Foundation, 1979, pp. 183–93.
- "Divine Transcendence: Its Expression in Christianity and Islam," World Faiths, no. 107 (Spring 1979): 11–19.
- "Islamic Renaissance in Contemporary Society," Al Ittihad, vol. 15, no. 4 (October 1978): 15–23.
- "Al Mar’ah al Muslimah," Al Islam, vol. 23, nos. 1–2 (Muharram–Safar 1399 / 1979): 84–90.
- "Islamizing the Social Sciences," Studies in Islam, vol. XVI, no. 2 (April 1979): 108–21.
- "Islam and the Tehran Hostages," The Wall Street Journal (November 28, 1979): 24.
- "Rights of Non-Muslims under Islam: Social and Cultural Aspects," Journal of the Institute of Muslim Minority Affairs, vol. I, no. 1 (Summer 1979): 90–102.
- "Controversy over the Moon," Voice of Islam, vol. 11, no. 1 (March 1980): 3–5.
- "Siyaghah al ‘Ulum al Ijtima’iyah Siyaghah Islamiyah," Al Muslim al Mu’asir, vol. XX (October–December 1979): 25–41.
- "The Islamic Faith," in Jerusalem: The Key to World Peace. London: Islamic Council of Europe, 1980, pp. 77–105.
- "Stream of Ideas Flows into Social Sciences," The Times Educational Supplement. London (September 5, 1980): 39.
- "The Role of Islam in Global Interreligious Dependence," in Towards a Global Congress of the World’s Religions, ed. Warren Lewis. Barrytown, NY: Unification Theological Seminary, pp. 19–38.
- "Humanitarian and Egalitarian Aspects of Islamic Law," Arab Perspectives, I.6 (September 1980): 6–10.
- "Islamic Ideals in North America," in Silver Jubilee Messages Collection, Our Gifts to the World. Korea Muslim Federation (September 1980): 145–59.
- "Umat Islam — Cabaran-cabaran Pemikiran Kini," Diskusi (Malaysia), vol. 5:12 (December 1980): 2–5.
- "Universiti Negara Membangun — Kearah Mana?," Panji Masyarakat (Malaysia), December 1980: 5–9.
- "The Living Reality of Faith," Today’s World, vol. I, no. 4 (December 1980): 20–22.
- "I’adah al Bina’ al Islami wa al Sultah al Siyasiyah," Al Muslim al Mu’asir, vol. 5, no. 22 (April–June 1980): 37–71.
- "Al Tawhid wa al Fann," Al Muslim al Mu’asir, part I, vol. 5, no 23 (July–September 1980): 159–80; part II, vol. 5, no. 24 (October–December 1980): 183–96; part III, vol. 7, no 25 (January–March 1981): 137–63.
- "Islam and Labour," in Islam and a New International Economic Order. Geneva: International Institute for Labour Studies, 1980, pp. 79–101.
- "Hak Bukan Islam Dalam Islam," Diskusi, part I, 5:7/1980 (July–August 1980): 2–5, 48; part II, 5:8/1980 (August–September 1980): 8–12; part III, 5:9/1980 (September–October 1980): 15–18, 51.
- "Islamic Ideals in North America," SIM News Bulletin, part I, vol. IV, no. 2–3 (February 1981): 23–26; part II, vol. IV, no. 4, pp. 9–14.
- "Islam and Architecture," in Fine Arts in Islamic Civilization, ed. M. A. J. Beg. Kuala Lumpur: The University of Malaya Press, 1981, pp. 99–117.
- "What Is a Muslim?," Al-Nahdah, vol. 1, no. 1 (March 1981): 4–6.
- "Kuzey Amerika’da Islami idealler," Yenidevir, Istanbul (Nisan 29, 1981): 6.
- "Islamizing the Social Sciences," in Social and Natural Sciences, ed. Isma’il R. al-Faruqi and Abdullah Omar Naseef. Sevenoaks, UK: Hodder and Stoughton, and Jeddah: King Abdulaziz University, 1981, pp. 8–20.
- "The Ummah and Its Civilizational Christ," (trans.) by AbdulHamid AbuSulayman, in Social and Natural Sciences, eds. Isma’il R. al-Faruqi and Abdullah O. Naseef. Sevenoaks, UK: Hodder and Stoughton, and Jeddah: King Abdulaziz University, 1981, pp. 100–15.
- "Islamizing the Social Sciences," Islamika, Kuala Lumpur (Malaysia): Sarjana Enterprise, 1981, pp. 1–8.
- "Can a Muslim Be Rich?," The Muslim Reader, vol. 2, no. 3 (December 1980): 2, 11.
- "Huquq Ghayr al Muslimin fi al Dawlah al Islamiyah," Al Muslim al Mu’asir, vol. 7, no. 26 (April–June 1981): 19–40.
- "Jawhar al Hadarah al Islamiyah," Al Muslim al Mu’asir, vol. 7, no. 27 (July–September 1981): 9–28.
- "Why Is the Muslim a Muslim?," Al Nahdah, vol. 1, no. 2 (April–June 1981): 5–7.
- "Islam in North America," Al Risalah, vol. 6, no. 2 (1981): 28–37.
- "Al Nahdah al Islamiyah fi al Mujtama’ al Mu’asir," Al Muslim al Mu’asir, vol. 7, no. 28 (October–December 1981): 51–67.
- "Since When Is Anyone a Muslim?," Al Nahdah, vol. 1, no. 3 (July–August 1981): 4–6.
- "Al Nahdah al Islamiyah fi al Mujtama’ al Mu’asir," Al Muslim al Mu’asir, vol. 7, no. 28 (October–December 1981): 51–67.
- "Moments of the Muslim’s Religious Life," Al Nahdah, vol. 1, no. 4 (October–December 1981): 5–6.
- "Islam as Culture and Civilization," in Islam and Contemporary Society. London and New York: Longman and the Islamic Council of Europe, 1982, pp. 140–76.
- "Jawhar al Hadarah al Islamiyah," in Al Islam wa al Hadarah. Riyadh: Al Nadwah al ‘Alamiyah li al Shahab al Islami, vol. II, 1979, pp. 583–668.
- "Intention and Works in Islam," discussion and response, Al Fikr al Islami, Algiers: Ministry of Religious Affairs, 1976, vol. Ill, pp. 135–64.
- "Al Ab’ad al Ruhiyah, wa al Siyasiyah, wa al Iqtisadiyah, wa al Ijtima’iyah li al ‘Ibadat, wa Ahamiyatuha li Kullin min al Ummah wa al Fard," discussion and response, Al Fikr al Islami, Algiers: Ministry of Religious Affairs, 1976, vol. IV, pp. 9–24, 71–158.
- "How the U. S. and Islam Can Work Together," Arabia, no. 10 (June 1982): 36.
- "Siyam (Fasting)," Al Nahdah, vol. 2, no. 2 (April–June 1982): 6–7.
- "Salat (Worship)," Al Nahdah, vol. 2, no. 1 (January–March 1982): 6–7.
- "On the Nature of Islamic Da’wah," The Muslim (October 1981): 1–4.
- "Divine Transcendence and Its Expression," The Global Congress of the World’s Religions, Proceedings 1980–1982, ed. Henry O. Thompson. New York: The Rose of Sharon Press, 1982, pp. 267–316.
- "Hisab ma’a al Jami’iyin," Al Muslim al Mu’asir, vol. 8, no. 31 (May–July 1982): 47–57.
- "Freedom of Non-Muslims in an Islamic State," The Muslim Reader, vol. 4, no. 2 (Ramadan 1402 / July 1982): 32–35.
- "Hicret’in Ihyasi ve Zamanimizda Yeniden Ikamesinin Luzumu," Milli Gazette, tr. Hamza Kucuk and H. Coskun, twenty installments, (12/26/1402 [October 13, 1982] to 1/15/1403 [December 1, 1982]).
- "Islamic ‘Fundamentalism’ and the U.S.A.," in Islamic Fundamentalism by Karim B. Akhtar and Ahmad H. Sakr. Cedar Rapids, IA: Igram Press, 1982, pp. 122–25.
- "Islam and Other Faiths," in 30th International Congress of Human Sciences in Asia and North Africa, Middle East 1, ed. Graciela de la Lama. Mexico City: El Colegio de Mexico, 1982, pp. 153–79.
- "The Nation State and Social Order in the Perspective of Islam," in Trialogue of the Abrahamic Faiths. Herndon, VA: HIT, 1982, pp. 47–59.
- "Aslimah al Ma’rifah," Al Muslim al Mu’asir, vol. 8, no. 32 (August–October 1982): 9–23.
- "Islam and the Theory of Nature," The Islamic Quarterly, vol. XXVI, no. 1 (1982): 16–26.
- "The Objective of the Seminar," in Knowledge for What? (Proceedings of the Seminar of Islamization of Knowledge, Rabi’ al Awwal 1402 / January 1982). Islamabad: Institute of Education, 1982, pp. ix–xii.
- "Report of the Seminar," in Knowledge for What? (Proceedings of the Seminar of Islamization of Knowledge, Rabi’ al Awwal 1402 / January 1982), Islamabad: Institute of Education, 1982, pp. xxii–xxvi.
- "Islamization of Knowledge: The General Principles and the Work-plan," in Knowledge for What? (Proceedings of the Seminar of Islamization of Knowledge, Rabi’ al Awwal, 1402 / January 1982), Islamabad: Institute of Education, 1982, pp. 1–49.
- "Nahwa Jami’ah Islamiyah," Al Muslim al Mu’asir, vol. 9, no. 33 (November 1982–January 1983): 47–56.
- "Islamization of Knowledge: The General Principles and the Work Plan," reprinted in Pakistan Journal of History and Culture, vol. 3, no. 1 (January–June 1982): 21–69.
- "Islamic Message and Islamic Vision: A Challenge for Muslims in America," The Orange Crescent, vol. 9, no. 4 (April 1983): 1–3.
- "Al Islam wa Farm al ‘Amarah," Al Muslim al Mu’asir, vol. 9, no. 34 (February–April 1983): 87–99.

### Aanvullende lectuur
- (en) Quraishi, M. Tariq (1986). Ismail al-Faruqi: An Enduring Legacy. Muslim Students Association of the U.S.A. and Canada, Plainfield, IN.
- (tr) Rahman, Fazlur (1990). Palestine and My Experiences with the Young Faruqi: 1958 to 1963. Journal of Islamic Research 4 (4): 295–300.
- (en) Shafiq, Muhammad (1994). Growth of Islamic Thought in North America: Focus on Isma'il Raji al Faruqi. Amana Publications, Brentwood, MD. ISBN 9780915957163.
- (en) Siddiqui, Ataullah (1997). Christian-Muslim Dialogue in the Twentieth Century. Macmillan Press Ltd, Houndmills, Basingstoke, Hampshire and London. ISBN 0333673581.
- (en) Zebiri, Kate (1997). Muslims and Christians Face to Face. Oneworld Publications, Oxford. ISBN 1851681337.
- (en) Esposito, John, Voll, John (2001). Makers of Contemporary Islam. Oxford University Press. ISBN 9780195141283.
- (en) Ghamari-Tabrizi, Behrooz (2004). Loving America and Longing for Home: Isma'il al-Faruqi and the Emergence of the Muslim Diaspora in North America. International Migration 42 (2): 62–86. DOI: 10.1111/j.0020-7985.2004.00281.x.
- (en) Yusuf, Imtiyaz (2012). Islam and Knowledge: Al Faruqi's Concept of Religion in Islamic Thought. I. B. Tauris, London. ISBN 9780857731265.
- (en) Yusuf, Imtiyaz (Spring–Summer 2014). Ismail al-Faruqi's Contribution to the Academic Study of Religion. Islamic Studies 53 (1/2): 99–115 (Islamic Research Institute, International Islamic University, Islamabad).
- (en) Fletcher, Charles (2014). Muslim-Christian Engagement in the Twentieth Century: The Principles of Inter-faith Dialogue and the Work of Ismail Al-Faruqi. I.B. Tauris, London, UK. ISBN 9780857738288.
- (ru) Mukhetdinov, D. V. (2018). Philosophy of Ismail Raji al-Faruqi: In Search of Neomodernism. Islam in the Modern World 2: 165–182. DOI: 10.22311/2074-1529-2018-14-2-165-182.
- (en) Yusuf, Imtiyaz (2019). Breakthrough to Dialogue: The Story of Temple University Department of Religion. iPub Global Connection, "Isma'il al Faruqi: The Link Between Tudor and the Muslim World", 179–199.
- (en) Rafiabadi, Hamid Naseem (2023). Life and Work of Prof. Ismail Raji Al-Faruqi. Institute of Objective Studies, New Delhi, India. ISBN 9789391659387.